# Clupisoma naziri
Clupisoma naziri is een straalvinnige vissensoort uit de familie van de glasmeervallen (Schilbeidae). De wetenschappelijke naam van de soort is voor het eerst geldig gepubliceerd in 1973 door Mirza & Awan.